# فصال القعود
فصال القعود (عربی: فصال القعود؛ – ۲۵ ژوئن ۲۰۰۷) سیاستمدار اهل عراق بود.